# Йоана Кирова
Йоана Милчева Кирова е български политик от ГЕРБ, народен представител от парламентарната група на ГЕРБ в XLI народно събрание.

## Биография
Йоана Кирова е родена на 19 март 1976 година в град Карлово, България. Завършила е СУ „Св. Климент Охридски“ – ФНПП, Виенски университет, The Open University към НБУ – ЦПО – специалност: „Мениджмънт и управление“.
Тя е снаха на Киро Киров, собственик на компанията за търговия на строителна техника и инструментална екипировка „Киров“ АД. Киров е сред основните спонсорите на ГЕРБ, както и на кметската кампания на Бойко Борисов.
На парламентарните избори през 2009 година е избрана за народен представител от листата на ГЕРБ.

### Парламентарна дейност
- XLI народно събрание – член (от 14 юли 2009)
- Парламентарна група на ПП ГЕРБ – член (от 14 юли 2009)
- Комисия по околната среда и водите – член (от 29 юли 2009)
- Комисия по културата, гражданското общество и медиите – член (от 29 юли 2009)
- Група за приятелство България – Австрия – член (от 23 октомври 2009)
- Група за приятелство България – Бразилия – член (от 23 октомври 2009)
- Група за приятелство България – Великобритания – член (от 23 октомври 2009)
- Група за приятелство България – Китай – член (от 23 октомври 2009)
- Група за приятелство България – Мароко – зам.-председател (от 23 октомври 2009)
- Група за приятелство България – Тунис – член (от 17 февруари 2012)

#### Внесени законопроекти
- Законопроект за Българската телеграфна агенция
- Законопроект за изменение и допълнение на Закона за радиото и телевизията
- Законопроект за изменение и допълнение на Закона за радиото и телевизията
- Законопроект за изменение и допълнение на Закона за съдебната власт
- Законопроект за изменение и допълнение на Закона за управление на отпадъците
- Законопроект за изменение и допълнение на Закона за устройството на държавния бюджет
- Законопроект за изменение и допълнение на Конституцията на Република България
- Законопроект за изменение и допълнение на Наказателния кодекс
- Законопроект за изменение и допълнение на Наказателно-процесуалния кодекс
- Законопроект за изменение на Закона за народните читалища
- Законопроект за изменение на Закона за Националния архивен фонд
- Проект на Изборен кодекс